# Eberhard Christian Kindermann
Eberhard Christian Kindermann (Weißenfels, 1715. – 18. század második fele) német csillagász, matematikus, sci-fi szerző.

## Élete
Szülővárosában nőtt fel, 1733-tól a weißenfelsi Gymnasium illustre Augusteum hallgatója volt. John Locke munkáit fordította németre. Iskolái végeztével, feltehetőleg az 1730-as évek végén, 1740-es évek elején Lipcsébe ment, de anyagi lehetőségei miatt nem tudott egyetemi tanulmányokat kezdeni (noha munkái előszavaiban tesz megjegyzéseket egyetemi tanulmányairól). Autodidakta volt, emiatt kutatásai eredményeit újra és újra meg kellett védenie kora tudományos élete képviselői előtt. Egy ideig Johann Christoph Gottsched köre tagja volt, ezután titkár lett Drezdában. Később Moszkvába utazott, ahol német nyelvtanár lett. 1739-ben jelentette meg első csillagászati munkáját Reise in Gedancken durch die eröffneten allgemeinen Himmels-Kugeln,... címen. Ezt 1744-ben követte a Vollständige Astronomie,.... 
Szintén 1744-ben jelent meg első és egyetlen szépirodalmi munkája, a Die Geschwinde Reise auf dem Lufft-Schiff nach der obern Welt, welche jüngstlich fünff Personen angestellt...,, amely az első, német szerző által német nyelven írott tudományos-fantasztikus mű. A munka az öt érzékszerv allegorikus utazását mutatja be egy szantálfa hajón a Mars bolygóra. A mű a 18. század tudományos-fantasztikus irodalmának reprezentatív példája. A szerző különös figyelmet fordított az utazás technikai részleteinek kidolgozására, például az égbolt megfigyelésére, illetve a Föld-Mars távolság kiszámítására. A mű cselekménye tele van a görög-római mitológia szereplőivel, felvonul Bellona, Fáma, stb. is. Az elbeszélés stílusa a barokkra jellemző, s egy vallási utópiát ír le, amelyben a marslakók közvetlenül Istennel kommunikálnak, kikerülve a Bibliát és az egyházat. A Mars holdjait kentaurok és faunok lakják a műben (Kindermann ebben megelőzte korát, a Mars holdjait, a Phoboszt és a Deimoszt csupán 1877-ben fedezték fel). Johann Georg Palitzsch oktatója volt.

## Munkái

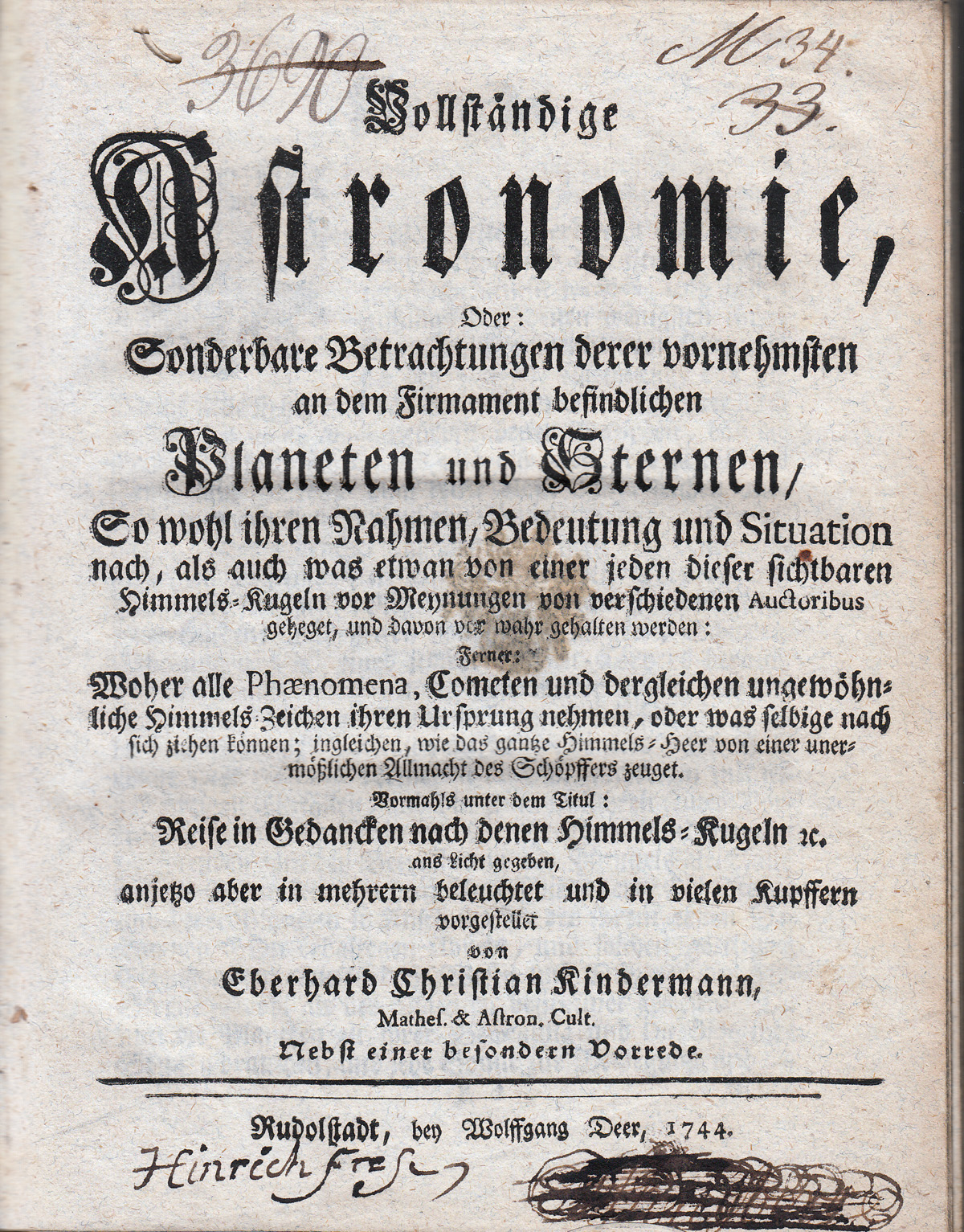
AVollständige Astronomie,... címlapja

- Reise in Gedancken durch die eröffneten allgemeinen Himmels-Kugeln, auf welcher alle von Gott erschaffene Welt-Cörper, sowohl deren Namen, Natur und Eigenschafften nach gantz genau betrachtet, als auch wie alle diese Cörper in Cometen, und endlich in ein Nichts verwandelt werden, Rudolstadt, Verlag Wolffgang Deer, 1739
- Vollständige Astronomie, oder Sonderbare Betrachtungen derer vornehmsten an dem Firmament befindlichen Planeten und Sterne, Überarbeitete Neuauflage seines 1739 erschienenen Werkes, Verlag Wolffgang Deer, Rudolstadt, 1744
- Die Geschwinde Reise auf dem Lufft-Schiff nach der obern Welt, welche jüngstlich fünff Personen angestellt, Berlin, 1744
- Astronomische Beschreibung und Nachricht von dem Kometen 1746 und den noch kommenden, welche in denen innen besagten Jahren erscheinen werden., Dresden, 1746
- Physica sacra, oder die Lehre der ganzen Natur, nicht veröffentlichte Handschrift von 1748, codex germanicus fol. 132, Band I und IV der Preußischen Staatsbibliothek Berlin

## Külső hivatkozások
- Kindermann munkái, illetve Kindermannról szóló munkák a Deutsche Nationalbibliothek oldalán
- Kindermann munkái az openlibrary oldalán
- A Die Geschwinde Reise... a berlini Staatsbibliothek oldalán, online változat

## Fordítás
- Ez a szócikk részben vagy egészben  az   Eberhard Christian Kindermann című német Wikipédia-szócikk ezen változatának fordításán alapul.  Az eredeti cikk szerkesztőit annak laptörténete sorolja fel. Ez a jelzés csupán a megfogalmazás eredetét és a szerzői jogokat jelzi, nem szolgál a cikkben szereplő információk forrásmegjelöléseként.